# Брайково
Брайково (рум. Braicău, Брайкэу) — село в Дондюшанском районе Молдавии. Наряду с селом Сударка входит в состав коммуны Сударка.

## География
Село расположено на высоте 231 метр над уровнем моря.

## Население
По данным переписи населения 2004 года, в селе Брайкэу проживает 514 человек (240 мужчин, 274 женщины).
Этнический состав села:
| Национальность | Число жителей | Процентный состав |
| -------------- | ------------- | ----------------- |
| молдаване      | 491           | 95,53             |
| украинцы       | 16            | 3,11              |
| русские        | 7             | 1,36              |
| Всего          | 514           | 100 %             |